# Bruce-Springsteen-Konzert 1988 in Ost-Berlin

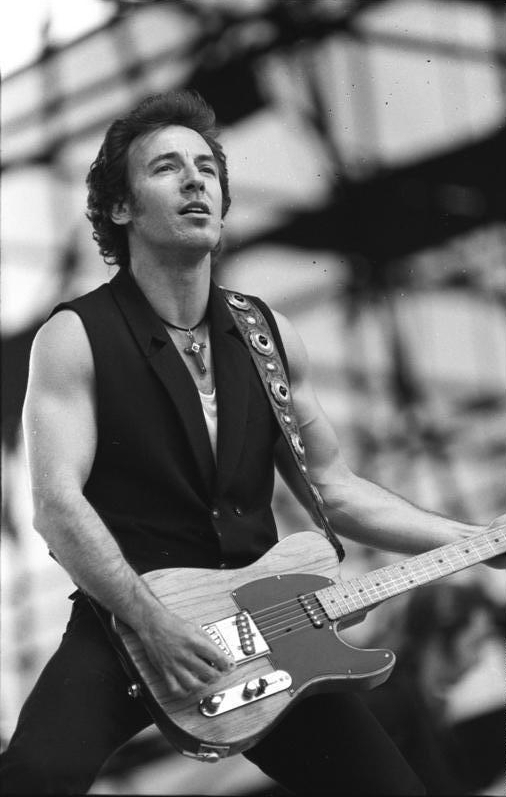
Springsteen während seines Auftritts

Das Bruce-Springsteen-Konzert am 19. Juli 1988 in Ost-Berlin war das größte Konzertereignis in der Geschichte der DDR und in der Laufbahn des US-amerikanischen Rockmusikers Bruce Springsteen. Mindestens 160.000 Zuschauer nahmen an dem Ereignis auf der Radrennbahn Weißensee teil. Gelegentlich wird dem Konzert zugeschrieben, zum Fall der Mauer beigetragen zu haben.

## Vorgeschichte
Springsteens erster DDR-Aufenthalt fand 1981 statt. Während einer Europatournee unternahm er von West-Berlin aus mit seinem damaligen Gitarristen Steven Van Zandt eine Fahrt in den Ostteil. In seiner 2016 erschienenen Autobiografie beschreibt er den Besuch als bedrückend, das dortige System sei „ein Schlag ins Gesicht der Menschlichkeit“ gewesen.
1987 veröffentlichte er das Album Tunnel of Love und unternahm anschließend die Tunnel of Love Express Tour durch die USA und Westeuropa. Erstmals war auch ein Auftritt in der DDR eingeplant, wo sich die Kulturpolitik soweit gelockert hatte, dass Konzerte mit westlichen Musikern akzeptiert wurden. Dabei spielte auch eine Rolle, dass zuvor Konzerte weltbekannter Bands auf der Westseite der Mauer, etwa von Pink Floyd, zahlreiche Zuhörer aus der DDR zur Ostseite angelockt hatten. Im Juni 1988 erklärte der Zentralrat der FDJ: „Rockkonzerte mit Zehntausenden Besuchern haben sich als wirksame Form der massenpolitischen Arbeit der FDJ unter der Jugend der DDR bewährt.“ Die FDJ-Funktionäre, die das Konzert organisierten, hatten die Genehmigung erhalten, weil sie angaben, es politisch ausnutzen zu wollen. Es sollte sich laut Eintrittskarte – ohne dass Springsteen davon wusste – um ein „Konzert für Nikaragua“ im Rahmen des 5. Berliner Rocksommers handeln; der neunte Jahrestag der sandinistischen Revolution sollte gefeiert werden. Entsprechende Banner wurden vor Konzertbeginn an der Bühne befestigt. Laut Kulturfunktionär Hartmut König versuchte die US-Botschaft noch am Tag des Konzerts, Springsteen zu einer Absage zu überreden.
Vom 16. bis 19. Juni 1988 hatte bereits ein Festival mit internationalen Künstlern auf der Radrennbahn stattgefunden, die Friedenswoche der Berliner Jugend. Doch gut zwei Wochen vorher war dort schon der britische Rocksänger Joe Cocker vor 85.000 Zuschauern aufgetreten, dem damit die Ehre zuteilwurde, diese neue Spielstätte für das Massenpublikum einzuweihen.
Der Vorverkauf der insgesamt 100.000 oder 160.000 Karten für das Springsteen-Konzert fand ausschließlich in Ost-Berlin statt; Karten wurden auch an Betriebe in der DDR verteilt. Der Eintritt kostete 20 Mark, einschließlich 5 Pfennig Kulturabgabe. Zahlreiche Interessierte aus entfernteren Orten fuhren ohne Eintrittskarte zum Konzert. 20.000 Karten sollten laut den Vorgaben der Planer an FDJ und Sicherheitsorgane gehen, außerdem je 1000 an alle FDJ-Bezirksleitungen. Zusätzlich sollten 1500 „Agitatoren“ eingesetzt werden.
Das Konzert, das auf Springsteens Initiative beruhte, brachte ihm eine Gage von einer Million DDR-Mark, hinzu kamen 340.000 DDR-Mark für die Fernsehrechte. Obwohl es erhebliche Einnahmen aus dem Ticketverkauf gab, ergab die Endabrechnung der Veranstalter ein Defizit von 1,7 Millionen DDR-Mark. Das wurde vom staatlichen Spezialfonds „Konto junger Sozialisten“ ausgeglichen.

## Die Band
Bruce Springsteen (Gesang, Gitarre, Mundharmonika) wurde von seiner E Street Band begleitet, die aus folgenden Musikern bestand:
- Roy Bittan (Klavier, Synthesizer)
- Clarence Clemons (Saxophon, Congas, Perkussion, Hintergrundgesang)
- Danny Federici (Orgel)
- Nils Lofgren (Gitarre, Hintergrundgesang)
- Patti Scialfa (Duettgesang, Hintergrundgesang, akustische Gitarre, Perkussion)
- Garry Tallent (Bass)
- Max Weinberg (Schlagzeug)

sowie den Horns of Love:
- Mario Cruz (Saxophon)
- Eddie Manion (Saxophon)
- Max Pender (Trompete)
- Richie „La Bamba“ Rosenberg (Posaune)
- Mike Spengler (Trompete)

## Ablauf
Da es keine Karten mehr gab, strömten zahlreiche Menschen an FDJ-Ordnern und Einzäunungen vorbei auf das Gelände. Die Gesamtzahl der Zuschauer wird mit 160.000, 200.000, 300.000 oder bis zu 500.000 angegeben. Springsteens Manager Jon Landau verfügte vor dem Konzert, dass die – von der FDJ aufgehängten – Banner abgehängt werden. (Auch wenn der Spiegel vermeldete, dass erstmals bei Konzerten in der DDR Videoleinwände verwendet wurden, ist zu vermerken, dass bereits wenige Wochen zuvor beim Auftritt von Joe Cocker schon mit Videoübertragung vor Ort gearbeitet wurde.)
Das Konzert begann um 19:07 Uhr mit Badlands und dauerte fast vier Stunden. Nach etwas mehr als einer Stunde zog Springsteen einen Zettel aus der Tasche und las auf Deutsch vor: „Es ist schön, in Ost-Berlin zu sein. Ich möchte Euch sagen: Ich bin hier nicht für oder gegen irgendeine Regierung. Ich bin gekommen, um Rock’n’Roll zu spielen, für euch Ost-Berliner, in der Hoffnung, dass eines Tages alle Barrieren umgerissen werden.“ Anschließend spielte er Chimes of Freedom von Bob Dylan. Vor dem Konzert hatte Springsteens Management die Botschaft entschärft, nachdem Springsteen ursprünglich von Mauern statt Barrieren sprechen wollte.
Bei dem Konzert wurden selbstgefertigte USA-Flaggen geschwenkt. Beim Stück Dancing in the Dark holte Springsteen eine junge Frau aus dem Publikum auf die Bühne, die mit ihm tanzte und ihn umarmte.
Der stellvertretende Staatsratsvorsitzende der DDR, Egon Krenz, war laut Protokoll des Ministeriums für Staatssicherheit von 20:10 bis 20:33 Uhr anwesend.
Das Konzert wurde zeitversetzt im DDR-Rundfunk bei DT64 und im zweiten Programm des Fernsehens der DDR übertragen. Dabei wurde die Ansprache Springsteens herausgeschnitten.

## Wirkung
Dem Konzert wurde mehrfach ein Einfluss auf den Fall der Mauer 16 Monate später zugeschrieben. 2013 veröffentlichte der US-Amerikaner Erik Kirschbaum sein Werk Rocking the wall: the Berlin concert that changed the world, in dem er diese These vertritt. Auch Gerd Dietrich, ehemaliger Historiker an der Berliner Humboldt-Universität, sagte: „Springsteens Konzert und Ansprache trugen im weiteren Sinne zu den Ereignissen bei, die zum Fall der Mauer führten. [Das Konzert] begeisterte Menschen für mehr und mehr Veränderung. […] Es zeigte den Menschen, wie eingeschlossen sie wirklich waren.“ Thomas Wilke, Experte für den Einfluss der Unterhaltungsmusik in der DDR, gab an, dass das Konzert das Fühlen der DDR-Bürger veränderte. Der Berliner Historiker Ilko-Sascha Kowalczuk schrieb 2009 in seinem großen Panorama-Buch über den Fall der Berliner Mauer: „Dutzende wedelten unübersehbar mit Sternenbannern als Symbol der Freiheit. An diesem 19. Juli 1988 ist es erstmals in der DDR unbehelligt gezeigt worden.“
Die Band Sandow hat den Auftritt von Bruce Springsteen, Katarina Witt, ein bekanntes FDJ-Lied (Bau auf, bau auf) und den „Tapeten-Ausspruch“ Kurt Hagers 1988 im Song Born in the G.D.R. verewigt, das zugleich Springsteens Song Born in the U.S.A. aufgriff.

## Sonstiges
Bereits 1986 war beim DDR-Plattenlabel Amiga ein Lizenzalbum mit Liedern Springsteens herausgekommen, das dem 1984 erschienenen Album Born in the U.S.A. entsprach und das ikonische Cover zeigte.
Das Konzert ging mit dem größten Verkehrsstau der DDR-Geschichte einher. Für die Ordner war der FDJ-Funktionär und spätere Linken-Politiker Roland Claus zuständig.
Am Tag nach dem Konzert gab Springsteen in Ost-Berlin Autogramme. Nach eigenen Angaben war er von Menschen aller Altersgruppen „umlagert“. Am 22. Juli setzte Springsteen die Tournee in der West-Berliner Waldbühne mit ähnlicher Setlist fort.
Der Ausgangspunkt des 2018 veröffentlichten Fernsehfilms Polizeiruf 110: Für Janina ist ein fiktiver Mord, der unmittelbar nach der Rückfahrt vom Springsteen-Konzert angesiedelt wurde.

## Filmdokumentationen
- Kalter Krieg der Konzerte – Wie Bruce Springsteen den Osten rockte. Arte, 2013, 50 Minuten.[20]
- Mein Sommer ’88 – Wie die Stars die DDR rockten. MDR, 2013, 88 Minuten.[21]